# Oostpoort (Sluis)

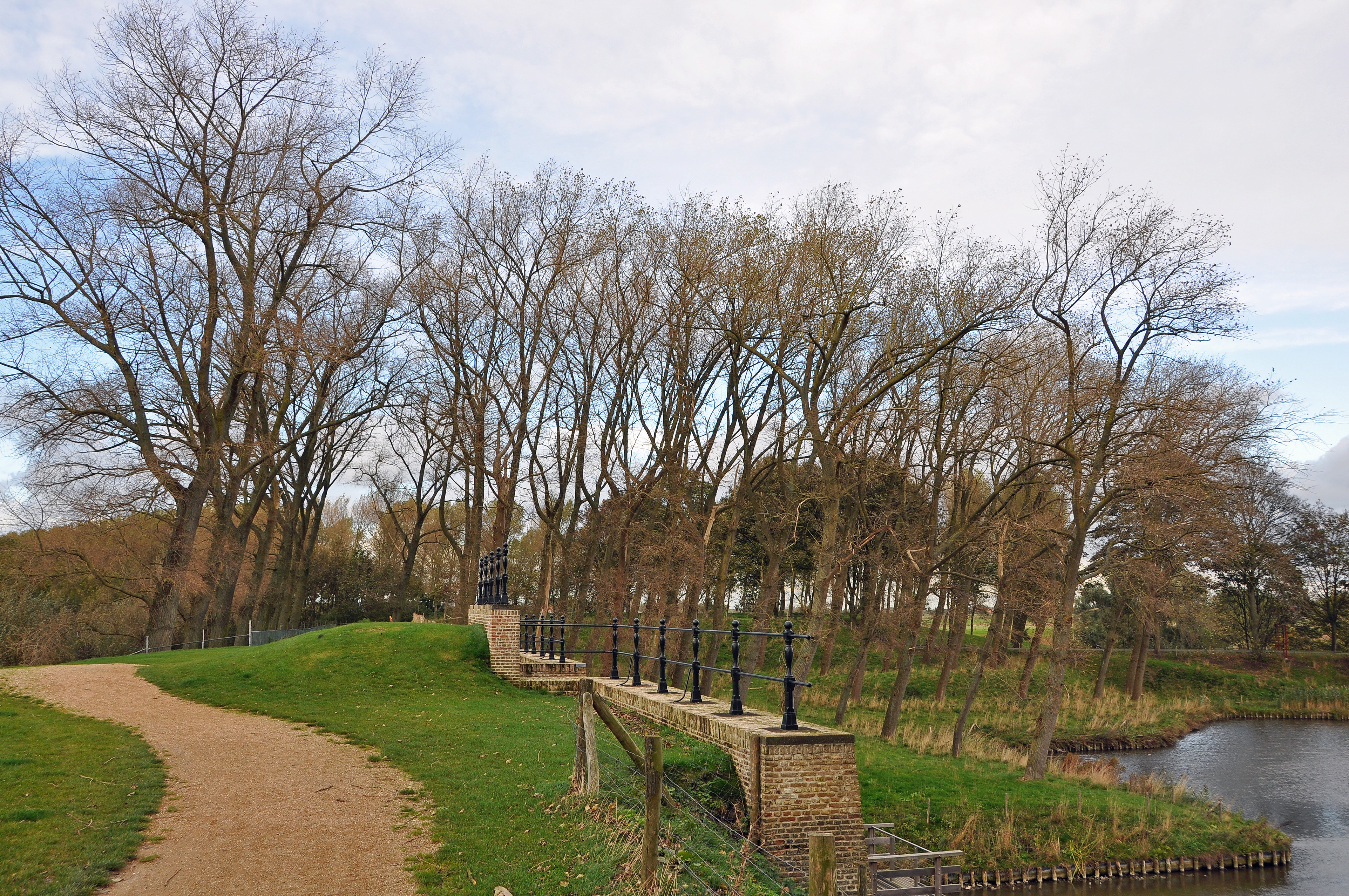
Wallen bij de Oostpoort

De Oostpoort is een stadspoort in de Wallen van Sluis in de Zeeuws-Vlaamse stad Sluis. De Oostpoort van Sluis werd tussen 1425 en 1432 gebouwd opgetrokken. De uitkijktorens werden in de 17de eeuw afgebroken. In 1980 werd de Oostpoort gerestaureerd. In 2010 werden de fundamenten van de Oostpoort blootgelegd en gerestaureerd in 2010-2011. 